# Motosierra

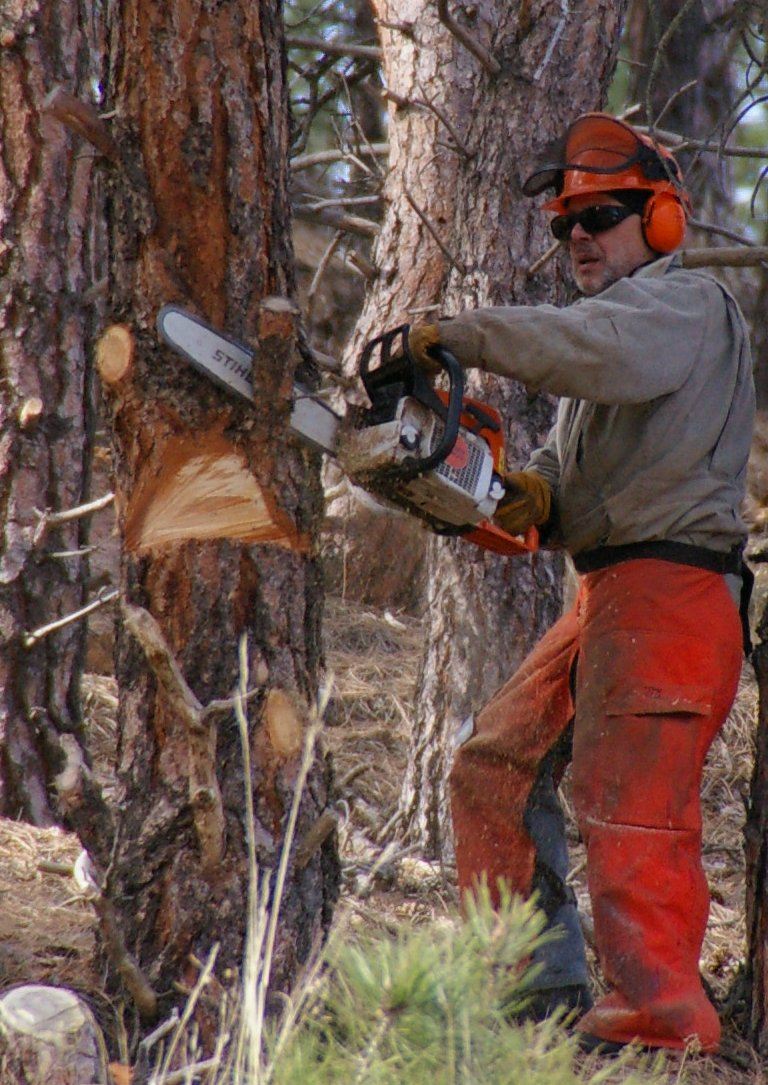
Hombre utilizando una motosierra.

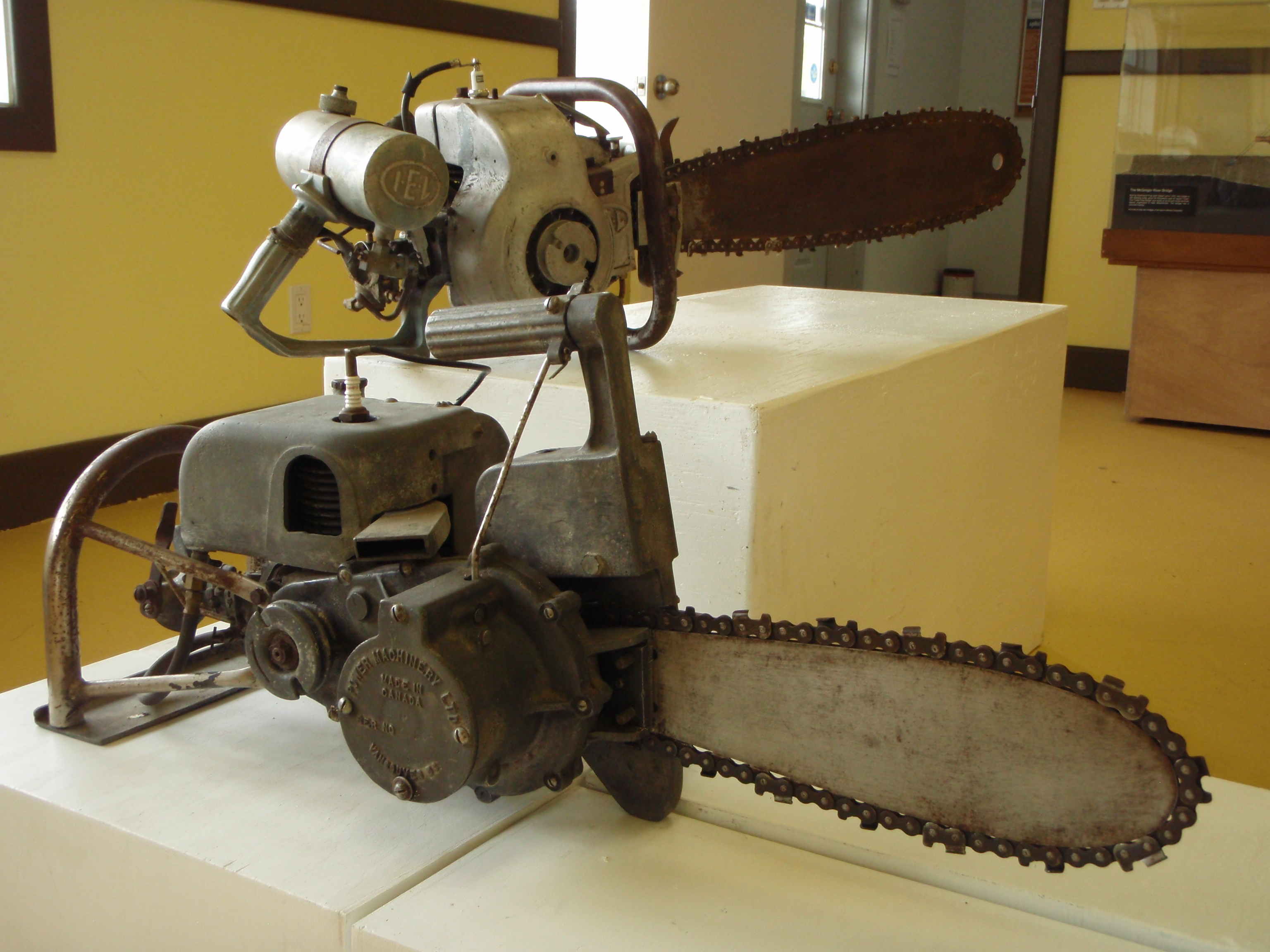
Motosierras antiguas marca Power Machinery (PM).

Una sierra mecánica, motosierra, sierra eléctrica o motoserrucho es una máquina formada por un conjunto de dientes de sierra unidos a una cadena accionada por un motor que la hace girar a alta velocidad. Se usa para cortar troncos, ramas u otros objetos, incluso hielo (bloques o grandes trozos). Además, para hacer esculturas de madera y de hielo. Suelen tener motores de gasolina o motores eléctricos. Los motoserruchos eléctricos pueden tener cable de electricidad o baterías.

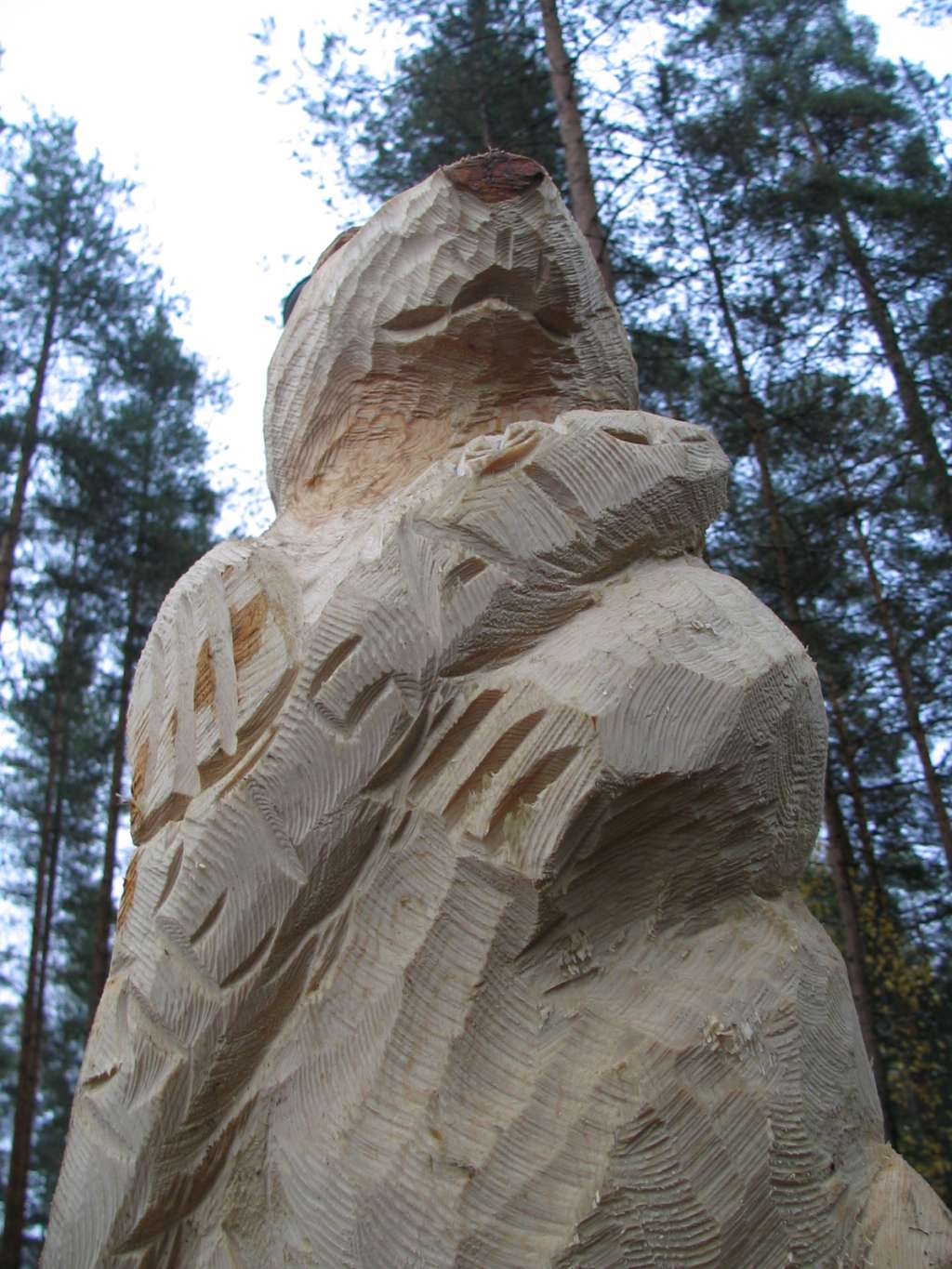
Escultura de un oso hecha con una motosierra.

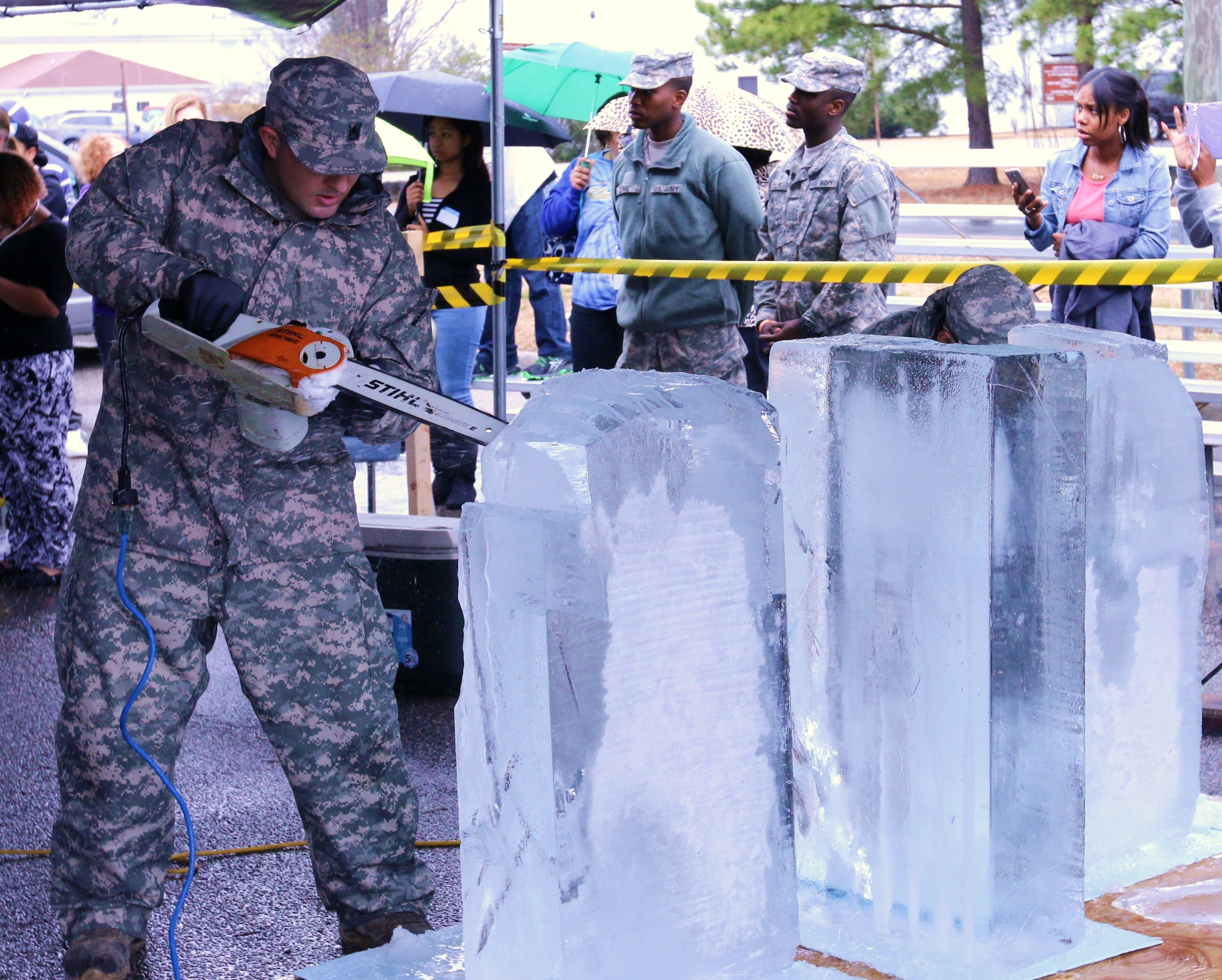
Hombre esculpiendo en el hielo con una motosierra.

## Descripción y partes

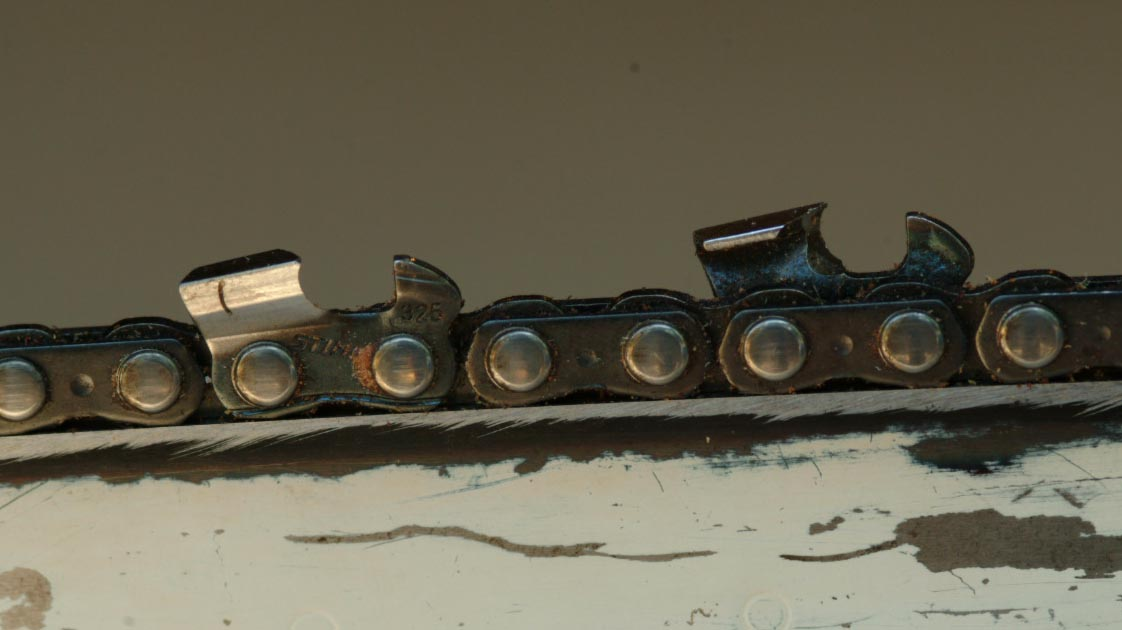
Se trata de una cadena de corte con el diseño de dientes astilladores ampliamente utilizado para sus cuchillas de corte.

### Motor
Los motores de motosierra son tradicionalmente un motor de dos tiempos a gasolina de combustión interna (generalmente con un volumen de cilindro de 30 a 120 cm3) o un motor eléctrico accionado por una batería o cable de alimentación eléctrica. En una motosierra de gasolina, el combustible generalmente se suministra al motor por un carburador en la admisión.
Para permitir su uso en cualquier orientación, las motosierras de gasolina modernas usan un carburador de diafragma, que extrae combustible del tanque usando el diferencial de presión alterna dentro del cárter. Los primeros motores usaban carburadores con cámaras de flotación alimentadas por gravedad, lo que provocaba que el motor se detuviera cuando se inclinaba. Es posible que sea necesario ajustar el carburador para mantener una velocidad de ralentí y una relación aire-combustible adecuadas, como cuando se mueve a una altitud más alta o más baja o cuando el filtro de aire se obstruye. Los carburadores son ajustados por el operador o, en algunas sierras, automáticamente por una unidad de control electrónico.
Para evitar lesiones inducidas por vibraciones y reducir la fatiga del usuario, las sierras generalmente tienen un sistema antivibración para desacoplar físicamente los mangos del motor y la barra. Esto se consigue construyendo la sierra en dos piezas, unidas por muelles o goma de la misma manera que una suspensión de automóvil, ya que aísla el chasis de las ruedas y de la carretera. Cuando hace frío, puede producirse la congelación del carburador, por lo que muchas sierras tienen un respiradero entre los cilindros y el carburador que puede abrirse para dejar pasar el aire caliente. La temperatura fría también puede contribuir a las lesiones inducidas por las vibraciones, y algunas sierras tienen un pequeño alternador conectado a elementos de calentamiento resistivo en los mangos o el carburador.

### Mecanismo de accionamiento
Normalmente, se utiliza un embrague centrífugo y un piñón.
El embrague centrífugo se expande con el aumento de la velocidad, engranando un tambor. En este tambor se asienta un piñón fijo o uno intercambiable. El embrague tiene tres funciones: Cuando el motor funciona al ralentí (normalmente a 2500-2700 rpm) la cadena no se mueve. Cuando el embrague está conectado y la cadena se detiene en la madera por otra razón, protege el motor. Y lo que es más importante, protege al operario en caso de contragolpe. En este caso, el freno de la cadena detiene el tambor y el embrague se libera inmediatamente.

### Barra guía
Se utiliza una barra de guía, normalmente una barra alargada con un extremo redondo de acero de aleación resistente al desgaste que suele tener una longitud de entre 40 y 90 cm. Una ranura en el borde guía la cadena de corte.  Las barras especializadas de tipo bucle, llamadas barras de arco, también se utilizaron en su día para cortar troncos y desbrozar la maleza, aunque en la actualidad son poco frecuentes debido a los mayores riesgos de su funcionamiento.

#### Calibrador
La parte inferior de la cadena discurre por el calibrador. Aquí, el aceite de lubricación es arrastrado por la cadena hasta la nariz. Básicamente es el grosor de los eslabones de la transmisión. Se mide en pulgadas o en milímetros.

#### Agujeros de aceite
El extremo del cabezal de la sierra tiene dos orificios para el aceite, uno a cada lado. Estos orificios deben coincidir con la salida de la bomba de aceite. La bomba envía el aceite a través del orificio de la parte inferior del calibrador.
Los fabricantes de barras de sierra proporcionan una gran variedad de barras que coinciden con las diferentes sierras.

#### Agujeros para la grasa en la nariz de la barra
A través de este orificio se bombea la grasa, normalmente cada vez que se llena el depósito para mantener la rueda dentada de la nariz bien lubricada.

#### Ranura de guía
Aquí pasan uno o dos pernos de la sierra. La tapa del embrague se pone encima de la barra y se asegura a través de estos pernos. El número de pernos está determinado por el tamaño de la sierra.

#### Tipos de barra
Existen diferentes tipos de barras:
- Las barras laminadas constan de diferentes capas para reducir el peso de la barra.
- Las barras macizas son de acero macizo y están destinadas a un uso profesional. Suelen tener una punta intercambiable, ya que el piñón de la punta de la barra se desgasta más rápido que la barra.
- Las barras de seguridad son barras laminadas con una pequeña rueda dentada en la punta. La pequeña punta reduce el efecto de retroceso. Estas barras se utilizan en las sierras de consumo.

### Cadena de corte

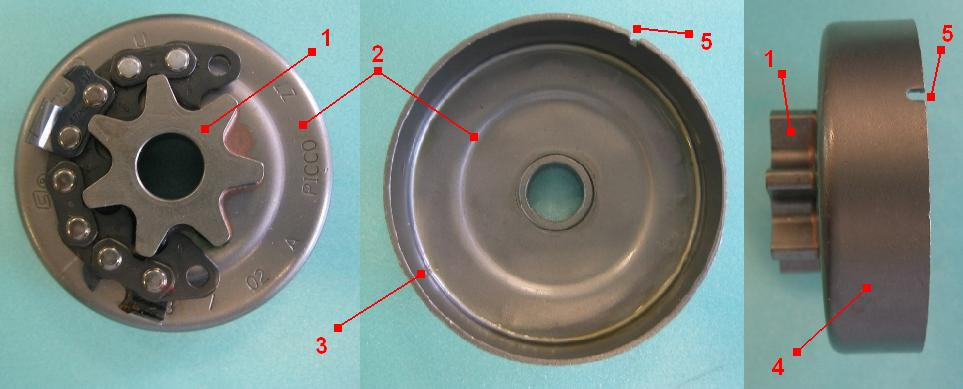
Piñones de motosierra

Normalmente, cada segmento de una cadena (que se construye a partir de secciones metálicas remachadas similares a una cadena de bicicleta, pero sin rodillos) presenta pequeños y afilados dientes de corte. Cada diente tiene la forma de una lengüeta doblada de acero cromado con una esquina angular o curva afilada y dos bordes cortantes biselados, uno en la placa superior y otro en la placa lateral. En la cadena se alternan los dientes de la izquierda y de la derecha. El paso de una cadena se define como la mitad de la longitud que abarcan tres remaches consecutivos (por ejemplo, 8 mm, 0,325 pulgadas), mientras que el calibre es el grosor del eslabón motriz cuando encaja en la barra guía (por ejemplo, 1,5 mm, 0,05 pulgadas). La cadena convencional "full complement" tiene un diente por cada dos eslabones motrices. La cadena "full skip" tiene un diente por cada tres eslabones motrices. En cada diente hay un calibrador de profundidad o "raker", que va por delante del diente y limita la profundidad de corte, normalmente a unos 0,5 mm (0,025"). Los calibradores de profundidad son fundamentales para un funcionamiento seguro de la cadena. Si se dejan demasiado altos, provocan un corte muy lento; si se liman demasiado bajos, la cadena es más propensa a retroceder. Los calibradores de profundidad bajos también hacen que la sierra vibre excesivamente. La vibración es incómoda para el operario y es perjudicial para la sierra.

### Mecanismo de tensión
La tensión de la cadena de corte se ajusta para que no se atasque ni se suelte de la barra guía. Para ello, el tensor se acciona girando un tornillo o una rueda manual. El tensor se encuentra en una posición lateral debajo del escape o integrado en la tapa del embrague.

Los tensores laterales tienen la ventaja de que la tapa del embrague es más fácil de montar, pero la desventaja de que es más difícil de alcanzar cerca de la barra. Los tensores a través de la tapa del embrague son más fáciles de manejar, pero la tapa del embrague es más difícil de colocar.

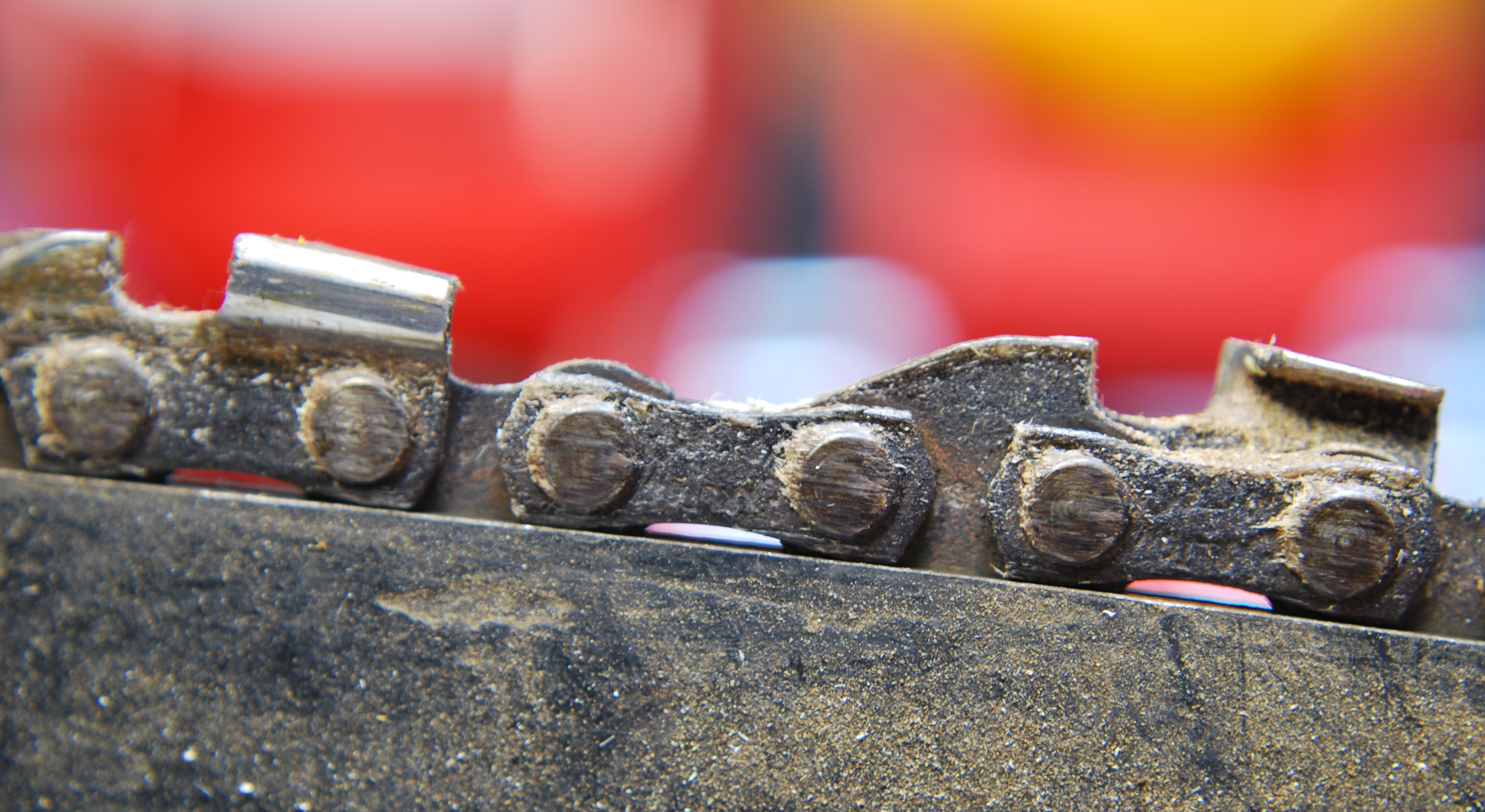
Dientes de corte y eslabones de una cadena de motosierra.

Al girar el tornillo, un gancho en el orificio de la barra mueve la barra hacia fuera (tensando) o hacia dentro, haciendo que la cadena se pierda. La tensión es correcta cuando se puede mover fácilmente con la mano y no cuelga suelta de la barra. Al tensar, sujete la nariz de la barra hacia arriba y apriete las tuercas de la barra. De lo contrario, la cadena podría descarrilar.
En la parte inferior de cada eslabón hay un pequeño dedo metálico llamado "eslabón de arrastre", que localiza la cadena en la barra, ayuda a transportar aceite lubricante alrededor de la barra, y se acopla con el piñón del motor dentro del cuerpo de la motosierra. El motor impulsa la cadena alrededor de la pista mediante un embrague centrífugo, engranando la cadena a medida que la velocidad del motor aumenta bajo la potencia, pero permitiendo que se detenga cuando la velocidad del motor se reduce a la velocidad de ralentí.
A lo largo de los años se han realizado mejoras constantes en el diseño general de las motosierras, incluyendo la adición de características de seguridad. Entre ellas se encuentran los sistemas de freno de cadena, un mejor diseño de la cadena y sierras más ligeras y ergonómicas, con sistemas antivibratorios que reducen la fatiga.
A medida que el tallado con motosierra se ha hecho más popular, los fabricantes están fabricando barras especiales de punta corta y estrecha (denominadas barras de "cuarto de punta", "punta de níquel" o "punta de centavo", según el tamaño de sus puntas). Algunas motosierras se construyen específicamente para aplicaciones de tallado. Echo patrocina una serie de tallado.

### Características de seguridad

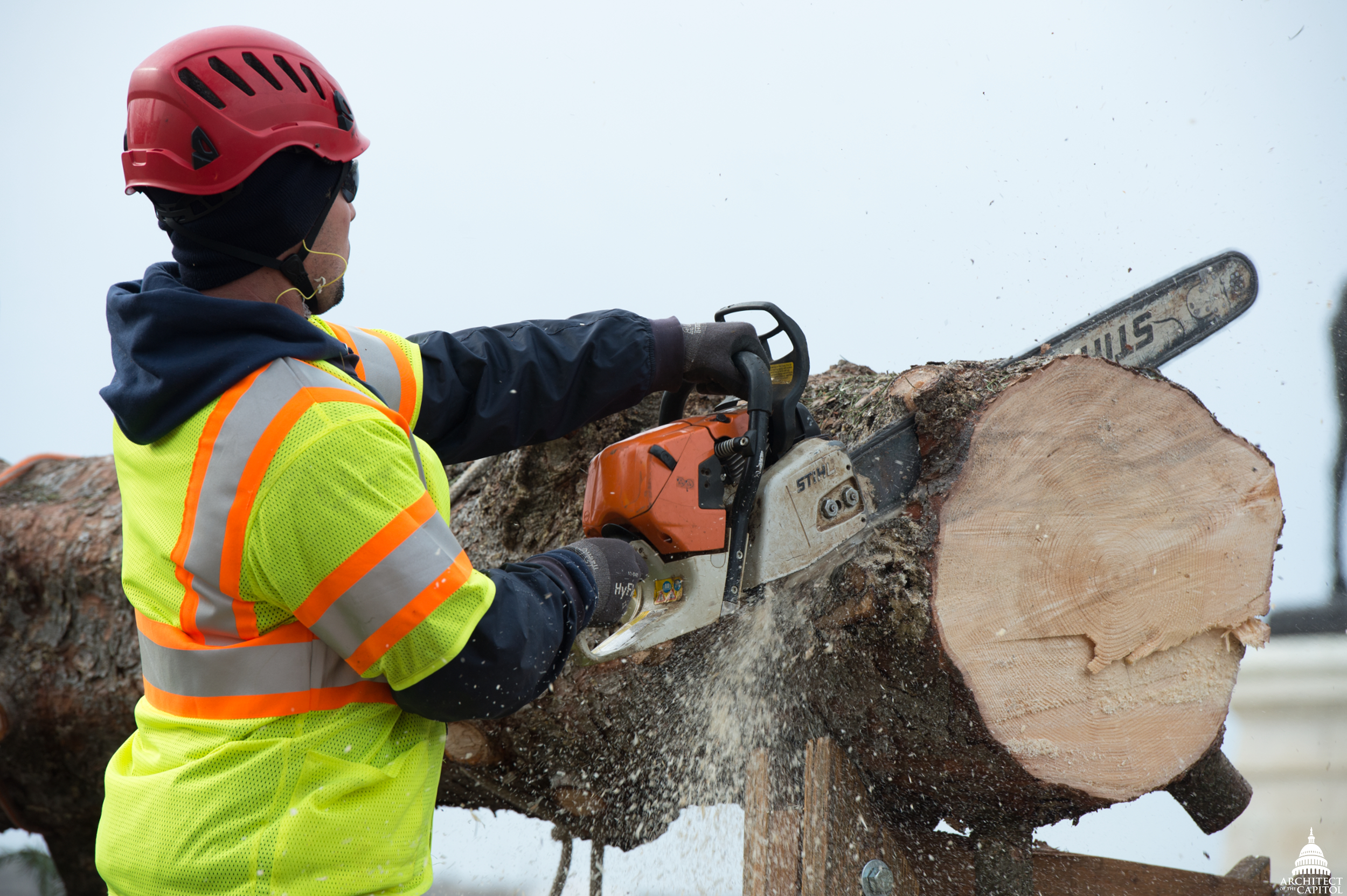
Una motosierra utilizada para recortar el árbol de Navidad del Capitolio de Estados Unidos de 2016

Las motosierras actuales tienen múltiples características de seguridad para proteger al operador. Estas incluyen:
- Freno de cadena
  - El activador del freno de cadena está situado delante de la empuñadura superior y se activa por un evento de retroceso. Cuando se activa, tensa una banda alrededor del tambor del embrague, deteniendo la cadena en milisegundos.
  - Un recogedor de cadena está situado entre el cuerpo de la sierra y la tapa del embrague. En la mayoría de los casos, se asemeja a un gancho hecho de aluminio. Se utiliza para detener la cadena cuando se descarrila de la barra y acorta la longitud de la cadena. Cuando se descarrila, la cadena oscila por debajo de la sierra hacia el operario. Esto evita que la cadena golpee al operario, que en cambio golpea el protector de la empuñadura trasera.
  - El protector de la empuñadura trasera protege la mano del operario cuando la cadena se descarrila.
- Algunas cadenas tienen características de seguridad como eslabones de seguridad como en las micro sierras de cincel. Estos eslabones mantienen la sierra cerca del espacio entre dos eslabones de corte y levantan la cadena cuando el espacio en el eslabón de seguridad está lleno de virutas de sierra, lo que levanta la cadena y le permite cortar más lentamente.  Las cadenas no profesionales tienen dientes menos agresivos, al tener calibres de menor profundidad.
- Las prendas de protección están diseñadas para proteger a los operarios en caso de que una cadena en movimiento toque su ropa al enredar la cadena y el piñón, mediante el uso de fibras sintéticas especiales tejidas en la prenda.

## Mantenimiento

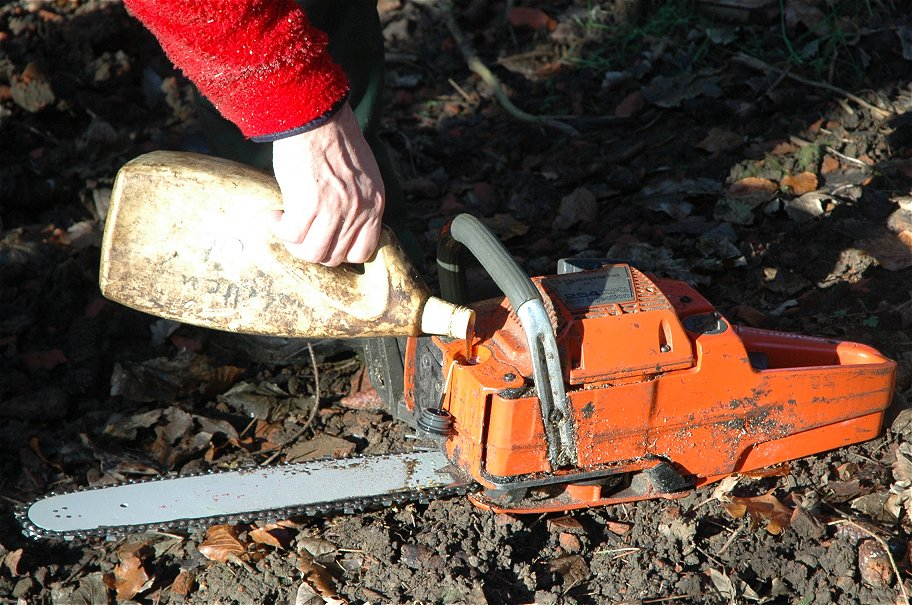
Agregar aceite de cadenas a una motosierra

Las motosierras con motor de dos tiempos requieren entre un 2 y un 5 por ciento de aceite (2 tiempos) en la gasolina para lubricar el motor, y aceite de cadena para lubricar la espada y la cadena, mientras que las eléctricas solo requieren lubricación en la cadena.
Se utiliza un tipo de aceite para lubricar la cadena que contiene un aditivo que lo mantiene adherido a esta por más tiempo, evitando que este aceite sea expulsado de los dientes debido a la fuerza centrífuga generada al girar la cadena.
La falta de aceite en la cadena o usar el aceite incorrecto, puede causar daños en la bomba de aceite, espada y cadena de la motosierra. Los dientes de la cadena deben mantenerse bien afilados, dado que pierden su filo por el uso y especialmente cuando por accidente tocan con metal, piedras o arena.
En el filtro de aire y combustible suele acumularse suciedad, y se deben mantener siempre limpios. Con respecto al depósito, es recomendable dejarlo siempre sin combustible, ya que este sufre deterioro con el paso de los días.
La mezcla correcta de aceite por litro de combustible la proporciona el fabricante del motor de dos tiempos, y está indicada en el depósito del mismo. Ejemplo:
"1:50","1:40","1:30" etc..
Utilizando este índice, es posible calcular los centímetros cúbicos de aceite por cada litro de combustible. Por ejemplo, en el caso de la proporción 1:50, entonces (1/50)x1000 indica la cantidad de centímetros cúbicos o mililitros de aceite que se deben poner por cada litro de combustible, que en este caso serían 20 cc de aceite para motor de dos tiempos por cada litro de gasolina.

## Seguridad
A pesar de los dispositivos de seguridad y la ropa de protección, el uso de la motosierra puede provocar lesiones, debido a las grandes fuerzas que se ejercen en el trabajo, a la cadena rápida y afilada, o a la vibración y el ruido de la maquinaria.
Un accidente común se produce por el "retroceso", cuando un diente de la cadena en la punta de la barra guía se engancha en la madera sin cortarla, lo que lanza la barra (con su cadena en movimiento) en un arco ascendente hacia el operario, lo que puede causar lesiones graves o incluso la muerte.
Otra situación peligrosa se produce cuando la madera pesada empieza a caer o a desplazarse antes de que se complete el corte. El operario de la motosierra puede quedar atrapado o ser aplastado. Asimismo, la madera que cae en una dirección imprevista puede dañar al operario o a otros trabajadores, o un operario que trabaje en altura puede caer o resultar herido por la caída de la madera.
Al igual que otras máquinas manuales, el funcionamiento de las motosierras puede provocar vibraciones en los dedos blancos,[32] acúfenos o sordera industrial. Estos síntomas eran muy comunes antes de que se introdujera la amortiguación de las vibraciones mediante muelles de goma o acero. Los mangos calefactados son una ayuda adicional. Las motosierras eléctricas más recientes, más ligeras y más fáciles de manejar, utilizan motores sin escobillas, que disminuyen aún más el ruido y las vibraciones en comparación con los modelos tradicionales que funcionan con derivados del petróleo.
Los riesgos asociados al uso de las motosierras hacen que normalmente se lleve ropa de protección, como botas para motosierras, chaparreras y protectores auditivos, y muchas jurisdicciones exigen que los operarios estén certificados o tengan licencia para trabajar con motosierras. También pueden producirse lesiones si la cadena se rompe durante el funcionamiento debido a un mal mantenimiento o al intento de cortar materiales inadecuados.
Las motosierras de gasolina exponen a los operarios a gases nocivos de monóxido de carbono, especialmente en interiores o en áreas exteriores parcialmente cerradas. Por eso existe gasolina alquilada para motosierras que no contiene benceno.
El arranque por caída, o el encendido de una motosierra dejándola caer con una mano mientras se tira de la cuerda de arranque con la otra, es una violación de la seguridad en la mayoría de los estados de los EE. UU.[cita requerida] Mantener ambas manos en la motosierra para la estabilidad es esencial para el uso seguro de la motosierra.
El uso seguro y eficaz de las motosierras y los cortes transversales en las tierras públicas administradas por el gobierno federal dentro de los Estados Unidos se ha codificado desde 2016 en la Final Directive for National Saw Program (Directiva Final para el Programa Nacional de Sierras) emitida por el Servicio Forestal de los Estados Unidos, que especifica el proceso de formación, prueba y certificación para los empleados y voluntarios no remunerados que operan motosierras dentro de las tierras públicas.